# Te One Mahina
Te One Mahina, (en marquesano: quiere decir: «arena de Mahina») es una pequeña localidad situada en el atolón de Puka Puka, en las Tuamotu, Polinesia Francesa, que es a su vez, la capital de la comuna de Pukapuka.

## Demografía
| Gráfica de evolución demográfica de Te One Mahina entre 1971 y 2012 |
|                                                                     |

Fuente: Insee
- Datos: Q6139408